# Biała-Parcela
Biała-Parcela – wieś w Polsce położona w województwie łódzkim, w powiecie wieluńskim, w gminie Biała.
W latach 1975–1998 miejscowość administracyjnie należała do województwa sieradzkiego.

## Zabytki
We wsi drewniany kościół z 1743 r. św. Piotra w Okowach (odpust 1 sierpnia) zbudowany z fundacji Franciszka Psarskiego, stolnika i sędziego grodzkiego wieluńskiego i dziedzica wsi Brzoza. Jest to świątynia konstrukcji zrębowej przykryta gontowym dachem, wyposażona w trzy rokokowe ołtarze. Obok współczesna kościołowi drewniana dzwonnica konstrukcji słupowej, kryta namiotowym dachem. Podczas okupacji niemieckiej w czasie II wojny światowej, Niemcy zamienili kościół na spichlerz zbożowy i w znacznym stopniu go zdewastowali. Na cmentarzu mogiła powstańców z 1863 r.
Przed Urzędem Gminy wzniesiono pomnik ku pamięci pomordowanych w czasie II wojny światowej mieszkańców gminy.
Według rejestru zabytków Narodowego Instytutu Dziedzictwa na listę zabytków wpisane są obiekty:
- kościół parafialny pw. św. Piotra, drewniany, 1743, nr rej.: 92 z 30.12.1967,
- dzwonnica, nr rej.: 93 z 30.12.1967.